# Nocardia yamanashiensis
Espèce
Nocardia yamanashiensis est une espèce de bactéries la famille des Nocardiaceae.

## Taxonomie
Le nom correct complet (avec auteur) de ce taxon est Nocardia yamanashiensis Kageyama et al. 2004. Proposé en 2004 dans la revue IJSEM, ce nom a été validé la même année par le Comité international de systématique des procaryotes.

### Étymologie
L'étymologie du nom spécifique de cette espèce est liée à son lieu de découverte au Japon : ya.ma.na.shi.en’sis. N.L. masc./fem. adj. yamanashiensis, appartenant à la préfecture de Yamanashi au Japon, l'origine de la souche type,.